# Ugandaweber
Der Ugandaweber, auch Foxweber genannt,  (Ploceus spekeoides) zählt innerhalb der Familie der Webervögel (Ploceidae) zur Gattung der Ammerweber (Ploceus).
Der lateinische Artzusatz bezieht sich darauf, dass diese Art dem Somaliweber (Ploceus spekei) ähnlich (altgriechisch οιδης oidēs, deutsch ‚ähnlich‘) ist.
Der Vogel ist endemisch in Uganda.
Das Verbreitungsgebiet umfasst feuchte Savanne, tropisches oder subtropisches saisonal nasses oder überflutetes, busch- und baumbestandenes Grasland in Sumpfgebieten, gerne mit Papyrus.

## Merkmale
Die Art ist 14 cm groß. Sie hat einen kräftigen Schnabel, eine dunkle Iris und einen kurzen Schwanz. Das Männchen hat Nacken, Scheitel und Stirn goldgelb, eine rötliche Iris und eine schwarze Maske, die auf einen Punkt in der Brust ausläuft. Der Rücken ist schwarz, die Flügeldecken braun mit schmalen gelben Flügelrändern. Der Bürzel ist gelb, der Schwanz hellbraun. Der Somaliweber ist sehr ähnlich, hat aber ein blasses Auge. Das Weibchen ist blasser gefärbt mit gelbem Bürzel und gelber Unterseite, jeweils mit kräftigen dunklen Streifen auf Scheitel und Rücken.
Die Art ist monotypisch.

## Lebensweise
Auch die Nahrung und Lebensweise ist nicht dokumentiert.
Die Brutzeit liegt zwischen Mai und August. Ugandaweber brüten in Kolonien.

## Gefährdungssituation
Der Bestand gilt als potentiell gefährdet (near threatened).